# Monument des Fusillés
Le monument des Fusillés est un monument situé à Nouvron-Vingré, dans le département de l'Aisne, dans le nord de la France. Il a été érigé au milieu des années 1920 en mémoire des six soldats français, — les « Martyrs de Vingré » —, fusillés pour l'exemple à cet endroit en 1914, pendant la Première Guerre mondiale et réhabilités en 1921.

## Description
Le monument est un petit obélisque de pierre au centre d'un carré gravillonné entouré d'une grille. 
Sur le monument, sont fixées deux plaques. Sur celle sur sa partie haute est inscrit

« Dans ce champ sont tombés glorieusement
le caporal Floch,
les soldats
Blanchard, Durantet, Gay
Pettelet et Quinaud
du 298e R.I.
Fusillés
le 4 décembre 1914
Réhabilités solennellement
par la Cour de Cassation
le 29 janvier 1921
 »

Sur celle fixée sur la base de l'obélisque est inscrit 

« Hommage des anciens combattants du 298e R.I.
à la mémoire de leurs camarades
 morts Innocents
Victimes de l'exemple »

## Localisation
Le monument est situé sur la commune de Nouvron-Vingré, dans l'ouest du département de l'Aisne, à la limite de celui de l'Oise, à une douzaine de kilomètres au nord-ouest de Soissons. Il est érigé face à un champ, en bordure de la route départementale 128 (rue des Vignes), un peu à l'écart du village de Vingré.

## Historique
Les six Poilus du 298e régiment d'infanterie fusillés pour l'exemple à Vingré en 1914 sont réhabilités en 1921 par la Cour de cassation. Une souscription est alors lancée pour l'érection d'un monument à leur mémoire sur le lieu où ils ont été fusillés à la suite de la campagne de presse orchestrée par la Ligue des droits de l'homme et avec le soutien des départements de la Loire et de l’Allier d'où étaient originaire cinq des six fusillés. 
Le monument est inauguré le 5 avril 1925, en présence de nombreux anciens combattants du 298e RI. 
Le monument est inscrit au titre des monuments historiques en 1997.